# Comandancia general de los partidos de Entre Ríos
La comandancia general de los partidos de Entre Ríos fue la organización militar existente durante el Virreinato del Río de la Plata en la mayor parte de lo que hoy es la provincia de Entre Ríos en la República Argentina. Fue creada en 1782 y subsistió luego de la caída del régimen colonial como parte de las Provincias Unidas del Río de la Plata hasta la creación provincial en 1814.

## Antecedentes
Excepto las áreas indefinidas del sur y el sudeste que quedaban fuera de las 50 leguas originalmente adjudicadas al cabildo de Santa Fe y los territorios al norte del arroyo Yeruá ubicados al este del río Gualeguay, que dependían del «gobierno de las Misiones Guaraníes», el resto del territorio entrerriano fue parte de la tenencia de gobierno santafesina. Alcanzaba por el norte hasta la boca del río Santa Lucía. 
En 1770 el gobernador de Buenos Aires Juan José de Vértiz y Salcedo designó al teniente Juan Valiente como comandante de una comisión policial destacada a Entre Ríos para perseguir a cuatreros. En 1771 designó a Gregorio González como juez comisionado del partido de Gualeguaychú. En 1776 Valiente entregó el mando a Juan Francisco de Riva Herrera. En diciembre de 1777 Riva Herrera designó a Esteban Justo García de Zúñiga como comandante militar de los partidos (entonces con población dispersa) de Gualeguaychú, Gualeguay y Arroyo de la China. Estos partidos correspondían a los territorios ubicados entre los ríos Uruguay, Gualeguaychú, Gualeguay y el arroyo Nogoyá. Para esa zona el cabildo de Santa Fe no designaba autoridades.
En 1778 el nuevo virrey Vértiz decidió que el territorio comprendido entre el río Paraná, el arroyo Nogoyá, el arroyo Raíces, el río Gualeguay, el arroyo Yeruá y el río Uruguay pasara a depender del cabildo de Buenos Aires, siendo nombrado comandante militar de la costa del Uruguay Agustín Wright en reemplazo de García de Zúñiga.
Vértiz comisionó el 27 de febrero de 1782 al capitán de Dragones Tomás de Rocamora para solucionar una disputa en Entre Ríos, encargándole además que propusiera un plan para asegurar la paz de los vecinos del territorio con la fundación de villas, ya que se hallaba preocupado por la cercanía de los portugueses.
Rocamora hizo levantar un padrón de los moradores de los cinco partidos (Gualeguay Grande, Gualeguaychú, Arroyo de la China, Nogoyá y Paraná), determinando que vivían allí unas 1700 personas mayores e informó al virrey con dos informes de los días 10 y 11 de agosto de 1782 sobre su comisión. 
- Wikisource contiene obras originales de o sobre Comandancia general de los partidos de Entre Ríos.

## Creación del partido general de Entre Ríos
El 4 de septiembre de 1782 el virrey aprobó las propuestas de Rocamora y reunió en un solo mando las jurisdicciones de Gualeguay, Gualeguaychú y Arroyo de la China, junto con el comando de las milicias de los 3 partidos y las de Nogoyá y La Bajada, con un jefe residente en Gualeguay, quedando constituido el partido general de Entre Ríos. Ese mismo año se aplicó el sistema de intendencias en el virreinato, quedando Entre Ríos dentro de la intendencia de Buenos Aires.
El 2 de noviembre el virrey comisionó Rocamora para que fundase una población en cada uno de los cinco partidos, enviándole agrimensores y sujetando a su autoridad "por ahora" a los jueces comisionados de los partidos de Nogoyá y la Bajada dependientes de Santa Fe. Quedando Rocamora bajo dependencia directa del virrey. Ante la protesta del Cabildo de Santa Fe, los partidos de la Bajada y Nogoyá volvieron a la jurisdicción santafesina, que designó como alcalde de hermandad a Sebastián Aguirre, el 1 de enero de 1783, lo que fue protestado por Rocamora en una carta del 29 de marzo de 1784.
En 1782 el territorio del Partido General de Entre Ríos fue dividido por Rocamora en tres comandancias de milicias:
- De la Costa del Paraná Grande: partido de La Bajada y parte del de Nogoyá, al mando de Juan Broin de Osuna.
- De la Costa del Paraná Chico o del Gualeguay Grande: partido de Gualeguay y parte del de Nogoyá, al mando de Francisco Ormaechea.
- De la Costa del Uruguay: partidos de Gualeguaychú y Arroyo de la China, al mando de Justo Esteban García de Zúñiga.

El 20 de marzo de 1783 Rocamora fundó la villa de San Antonio de Gualeguay Grande con 150 vecinos. Luego se dirigió al Partido del Arroyo de la China en donde fundó la villa de Nuestra Señora de la Concepción del Uruguay el 25 de junio, aprobado por el virrey el 12 de julio. Pasó luego al Partido de Gualeguaychú, en donde el 20 de octubre fundó la villa de San José de Gualeguaychú. En las tres villas quedaron instalados los respectivos cabildos con sus alcaldes. El nuevo virrey Marqués de Loreto asumió en febrero de 1784 y destinó a Rocamora a Montevideo, por lo que éste no pudo realizar las fundaciones en el Partido de Nogoyá, donde había una capilla dedicada a la Virgen del Carmen, y en Partido de Paraná, en donde se había formado el pueblo de La Bajada. Francisco Ormaechea quedó al mando militar en Entre Ríos, mientras que el político lo ejercían los tres cabildos de las villas.
En 1784 el Cabildo de Concepción del Uruguay fijó su jurisdicción entre los ríos Uruguay y Gualeguaychú, el arroyo Gená, el río Gualeguay, el arroyo Lucas y el arroyo Yeruá hasta el río Uruguay. 
El 13 de diciembre de 1784 el virrey dispuso el regreso de Rocamora a Entre Ríos, al mando de los cinco partidos, éste le elevó un informe el 5 de abril de 1785 dando cuenta de la situación y la necesidad de fundar las dos restantes villas y ordenar la economía local, sin que el virrey tomara una decisión.

## Sucesores de Rocamora
En abril de 1786 Rocamora fue relevado como comandante militar por el teniente coronel Juan Francisco Somaló, asumiendo el mando el 20 de mayo en Gualeguay. En julio del año siguiente fue también reemplazado por el capitán Gaspar de la Plaza. Este fijó su residencia en Concepción del Uruguay, villa que continuó siendo la sede de los siguientes trece comandantes militares hasta 1810. El 11 de noviembre de 1786 el gobernador intendente de Buenos Aires respondió negativamente a un nuevo intento del Cabildo de Santa Fe por recuperar su jurisdicción en la parte este de Entre Ríos.
En 1790 el comandante general de los partidos de Entre Ríos, Vicente Giménez, reorganizó las milicias:
- Compañía de milicias de caballería de la villa del Rosario de la Bajada del Paraná.
- Compañía de caballería del partido del Espinillo.
- Compañía de caballería del partido del Nogoyá "Abajo".
- Compañía de caballería del partido del Nogoyá "Arriba" (o del Pueblito)
- Compañía de milicias de caballería de Concepción del Uruguay.
- Compañía de milicias de la villa de San José de Gualeguaychú.
- Compañía de milicias de la villa de San Antonio de Gualeguay.
- Compañía de milicias del partido de Nogoyá (al este del arroyo Nogoyá).

El 7 de noviembre de 1799 el virrey Avilés autorizó la construcción de una capilla que dio origen a la ciudad de Rosario del Tala. 

## Lista de comandantes generales de Entre Ríos
- Tomás de Rocamora: 1782-1784 (como comisionado)
- Francisco de Ormaechea: 1784-1785
- Tomás de Rocamora: 1785-1786
- Juan Francisco Somalo: 1786-1787
- Gaspar de la Plaza: 1787-1790
- Vicente Giménez: 1790-1792
- Rafael Guerra: 1792
- Tomás Antonio Lavín: 1792-1793 (interino)
- Rafael Guerra 1793-1794
- Félix Iriarte: 1794 (interino)
- Antonio Bustamante: 1794 (interino)
- Juan Pavía: 1794 (interino)
- Manuel Ignacio Conty: 1794-1795
- Baltasar de Revilla: 1795-1797
- Tomás Antonio Lavín 1797-1801
- Josef de Urquiza: 1801-1810

## De la Revolución de Mayo a la creación de la provincia
Tras la Revolución de Mayo de 1810, las poblaciones entrerrianas adhirieron a la emancipación a pesar de que los cabildos estaban dominados por españoles. 
La Primera Junta dispuso el 5 de septiembre de 1810 que los 3 partidos del este de Entre Ríos dependieran de la Tenencia de Gobierno de Santa Fe, siendo su comandante militar Josef de Urquiza, padre de Justo José de Urquiza, hasta el 4 de octubre de 1810, fecha en que el general Manuel Belgrano le aceptó la renuncia. El 19 de octubre Belgrano nombró como comandante general de los partidos de Entre Ríos a José Miguel Díaz Vélez, hasta entonces alcalde de 1° voto de Concepción del Uruguay, a quien había dejado en Paraná con la misión de formar milicias populares, enviándolo a Concepción del Uruguay. En diciembre de 1810 Martín Rodríguez fue designado jefe de las fuerzas patriotas en Entre Ríos y las costa del Uruguay, aunque Díaz Vélez continuó siendo el comandante general hasta fines de 1811.
La relación con Buenos Aires cambió cuando el Triunvirato, el 20 de octubre de 1811 los representantes de Buenos Aires: Gregorio Funes, José Julián Pérez y Juan José Paso firmaron un armisticio con el virrey Francisco Javier de Elío de Montevideo que lesionaba los intereses entrerrianos, ya que Gualeguay, Gualeguaychú y Concepción del Uruguay serían entregadas a Elío. Portugueses y patriotas debían abandonar la Banda Oriental levantando estos últimos el bloqueo de Montevideo. Elío debía levantar el bloqueo de los ríos. El convenio fue ratificado por Elío el 21 de octubre y tres días después por la Junta.

cláusula 7: los pueblos del Arroyo de la China (Concepción del Uruguay), Gualeguay y Gualeguaychú, situados en Entre Ríos, quedarán de la propia suerte sujetos al gobierno del Exmo. Señor Virrey, el de la Exma. Junta los demás pueblos; no pudiendo entrar jamás en aquella provincia o distrito tropa de uno de los dos gobiernos sin previa anuencia del otro.

Las tres villas desconocieron el convenio de Pacificación y desde ese momento Entre Ríos adquirió un carácter fuertemente federal. 
El 23 de mayo de 1812 Elías Galván fue nombrado comandante de Entre Ríos, renunciando al año siguiente.
En 1813 el comandante de Paraná Eusebio Hereñú reconoció a José Gervasio Artigas como Protector de los Pueblos Libres desconociendo la dependencia de Santa Fe y estableciendo de hecho la autonomía de la provincia.
El directorio de Buenos Aires ordenó al barón Eduardo Kaunitz de Holmberg que alistara 400 soldados en Santa Fe y pasara a Entre Ríos para capturar a Artigas. Entre las tropas alistadas se hallaba una compañía de Blandengues de Santa Fe al mando del capitán Pedro Pablo Morcillo Bailador y algunos soldados de Buenos Aires. Fernando Otorgués, desde Paysandú, cruzó el río Uruguay por el Paso de Vera y ocupó Concepción del Uruguay y Gualeguaychú, desalojando a Hilarión de la Quintana, quien en enero de 1814 había sido nombrado comandante general de Entre Ríos, marchando luego hacia La Bajada. El 22 de febrero de 1814 Hereñú y Otorgués derrotaron a von Holmberg en la Combate del Espinillo (cerca de Paraná), muriendo el capitán Morcillo y quedando prisionero von Holmberg. El 23 de abril se declaró la independencia de los pueblos de Entre Ríos.
El 10 de septiembre de 1814 el Director Supremo de las Provincias Unidas del Río de la Plata, Gervasio Antonio de Posadas, dispuso por decreto separar de la Gobernación Intendencia de Buenos Aires a la Provincia de Entre Ríos y a la Provincia de Corrientes, erigiéndolas en Gobernaciones-Intendencias con sus propios titulares y fijando sus jurisdicciones.